# Blastobasis ochromorpha
Blastobasis ochromorpha é uma espécie de mariposa do gênero Blastobasis pertencente à família Coleophoridae.